# ХК Орли Знојмо
Орли Знојмо је чешки хокејашки клуб из Знојма. Утакмице као домаћин игра у Хостан арени, капацитета 5.500 места. Клуб се тренутно такмичи у аустријској ЕБЕЛ лиги.

## Историја
Од 1999 до 2009, клуб се такмичио у Чешкој екстралиги. Њихов највећи успех у тој лиги је треће место у сезони 2005/06. Током штрајка играча у Националној хокејашкој лиги за клуб су играли Патрик Елиас, Мартин Хавлат и Томаш Вокоун.
Орли Знојмо је 1. априла 2009, је продао своје место у Чешкој екстралиги клубу Комета Брно.
Након две сезоне у чешкој другој лиги клуб је објавио да ће се од сезоне 2011/12. такмичити у аустријској ЕБЕЛ лиги.

## Назив клуба кроз историју
- 1933 - ТЈ Сокол Знојмо (TJ Sokol Znojmo)
- 1993 - СК Агроподник Знојмо (SK Agropodnik Znojmo)
- 1997 - ХК Екскалибур Знојемшти Орли (HC Excalibur Znojemští Orli)
- 2001 - ХК ЈМЕ Знојемшти Орли (HC JME Znojemští Orli)
- 2006 - ХК Знојемшти Орли (HC Znojemští Orli)
- 2009 - Орли Знојмо (Orli Znojmo)